# Municipio de Kirklin
El municipio de Kirklin (en inglés: Kirklin Township) es un municipio ubicado en el condado de Clinton en el estado estadounidense de Indiana. En el año 2010 tenía una población de 1380 habitantes y una densidad poblacional de 15,2 personas por km².

## Geografía
El municipio de Kirklin se encuentra ubicado en las coordenadas 40°13′14″N 86°22′24″O / 40.22056, -86.37333. Según la Oficina del Censo de los Estados Unidos, el municipio tiene una superficie total de 90.8 km², de la cual 90,8 km² corresponden a tierra firme y (0 %) 0 km² es agua.

## Demografía
Según el censo de 2010, había 1380 personas residiendo en el municipio de Kirklin. La densidad de población era de 15,2 hab./km². De los 1380 habitantes, el municipio de Kirklin estaba compuesto por el 98,55 % blancos, el 0,14 % eran afroamericanos, el 0,07 % eran amerindios, el 0,29 % eran asiáticos, el 0,51 % eran de otras razas y el 0,43 % eran de una mezcla de razas. Del total de la población el 1,01 % eran hispanos o latinos de cualquier raza.